# Château de Gonneville
Le château de Gonneville est un ancien château fort, du début du XIVe siècle, reconstruit aux XVIe et XVIIe siècles et remanié au XIXe siècle, qui se dresse sur le territoire de l'ancienne commune française de Gonneville, dans le département de la Manche, en région Normandie. L'édifice est partiellement inscrit au titre des monuments historiques.

## Localisation
Le château est situé, dans un creux d'un vallon boisé, à proximité ouest de l'église Saint-Martin de Gonneville, au sein de la commune nouvelle de Gonneville-Le Theil, dans le département français de la Manche.

## Historique
Le château de Gonneville est le plus vieux de la région du Val de Saire. Le nom de Gonneville viendrait de celui d'un Viking nommé Gunulf. Le château est le centre de la seigneurie de Gonneville qui relevait de la baronnie de Néhou, est l'une des plus anciennes du Cotentin. Elle est signalée dès le début du Xe siècle dans un acte de donation par lequel Richard de Saint-Sauveur donne la seigneurie à son fils Néel. En 1047, Néel II se voit confisquer la baronnie de Néhou par le duc de Normandie Guillaume le Bâtard, à la suite de sa révolte et la bataille de Val-ès-Dunes. Guillaume donna la baronnie à un de ses compagnons d'armes, Baudoin, comte de Meules qui avait épousé sa nièce, Albereda. De ce mariage, naquit Richard seigneur de Reviers, en Bessin, qui à la mort de son père devient comte de Vernon et baron de Néhou. Richard de Reviers épousa Adelis Paisnel, de la famille des fondateurs de l'abbaye de Hambye. Ainsi le château de Gonneville, dès le début, fut la possession de familles puissantes dans le Cotentin.
Aux XIIe et XIIIe siècles, le château est entre les mains de la famille de Reviers-Vernon. En mai 1194, puis en 1203, à la fin novembre ou début décembre, Jean sans Terre y dort avec son épouse Isabelle d'Angoulême et son escorte, avant de rembarquer définitivement le 5 décembre 1203 à Barfleur pour l'Angleterre, abandonnant la Normandie au roi de France, Philippe Auguste. Le château était alors la possession de Richard II de Reviers-Vernon († 1230).
Il ne subsiste à ce jour aucun vestige visible de ce château,.
Un second château est construit au début du XIVe siècle par Richard de Courcy. Il en reste, au fond du jardin et au bord de la route au nord de l'entrée, deux tours, construites en 1331 par Richard et le donjon carré du XIVe siècle ainsi que la poterne d'entrée qui lui est sans doute légèrement postérieure,. La nièce de Richard, Jeanne de Courcy, hérite de Gonneville, et épouse Gilbert de Malesmains, cousin de Bertrand du Guesclin, dont la mère était née Jeanne de Malesmains. Gonneville passe à la famille de Rohan, à la suite du mariage de la fille de Gilbert de Malesmains avec Olivier IV de Rohan-Montauban Les Rohan conservèrent la seigneurie pendant six générations. En 1417, au cours de la guerre de Cent Ans, alors que la Normandie est occupée par les Anglais, Robert de Montauban, seigneur de Gonneville, abandonne son château ne pouvant le défendre et rejoint le roi de France, et voit dès 1418 ses biens confisqués par le roi d'Angleterre qui les donne à l'un de ses chevaliers, Thomas Burgh. Après 1450, Guillaume de Montauban, fils de Robert retrouva ses biens. Philippe de Montauban, le dernier membre de cette famille, devint chambellan du roi de Bretagne François II, chancelier de Bretagne et joua un rôle dans la conclusion du mariage d'Anne de Bretagne avec le roi de France Charles VIII. Dans un aveu daté de 1500, il est précisé que Jean de Pirou, seigneur de Beaumont en la Hague, partage son droit de gravage avec le seigneur de Gonneville.
Philippe sans héritier mâle, c'est sa fille, au début du XVIe siècle, Catherine, qui apporta la seigneurie au baron de Ruffec, chambellan ordinaire du roi, René de Volvire. Le 8 février 1527, Catherine de Rohan, baronne de Ruffec, vend Gonneville et Quinéville pour 9 500 livres tournois à Jean de la Guette, conseiller et trésorier extraordinaire des finances du roi. À la suite d'un déficit dans ses comptes de 236 000 livres, ses biens, dont Gonneville, sont saisis en 1555 par le roi Henri II. Marie Saligot, sa femme, l'année précédente avait demandé la séparation des biens, et échangea la châtellenie de Gonneville, avec Henri II, contre une terre située à Montceaux sise à côté de Meaux,, devenant ainsi seule propriétaire de Gonneville. 
En 1559, Marie Saligot, devenu veuve, dispose de la seigneurie en faveur d'Olivier de Pirou, seigneur de Fermanville,.
Le corps principal du château actuel ainsi que la poterne ont été bâtis dans la seconde moitié du XVIe siècle par la famille de Pirou. Jean de Pirou, resté fidèle au roi de France, pendant la dernière période des guerres de Religion vit son château assiégé à plusieurs reprises, sans succès, par le chef des Ligueurs, François de La Cour, seigneur du Tourps, qui sera par ailleurs tué, au hameau Lemaresquier à Gonneville dans la nuit du 22 au 23 décembre 1592 par les gens du roi.
Charlotte de Pirou, sœur de Jean de Pirou marié à Jeanne Le Marquetel, mort sans descendant en 1595, hérite du château et le fait passer dans la famille Jallot de Beaumont, à la suite de son mariage, en 1584, avec Jean Jallot, sieur de Beaumont. Le couple eut deux garçons, et c'est le second, Charles Jallot de Beaumont (1600-1673), qui épousa en 1636, Suzanne Gigault de Bellefonds, qui hérite de la seigneurie, et poursuivit probablement la remise en état du château, et fit édifier les communs qui bordent l'avant-cour précédant la poterne (écuries et celliers).
Leurs enfants, Pierre Jallot de Beaumont, tué au service du roi en 1644 au siège de Gravelines, et Jeanne, mariée en 1653 à Jean du Mesnil-Eury, décédèrent avant leurs parents. C'est Charles du Mesnil-Eury, fils de Jeanne et Jean, qui recueillit la succession. C'est lui qui fit ériger Gonneville en marquisat et construisit, en 1727, la façade est du vestibule, comme l'indique la date qui figure sur la façade. Ses trois fils moururent sans héritier et Gonneville passa, en 1777, par héritage à la famille de Berruyer. Joseph-François-Georges de Berruyer, dont la grand-mère était la sœur de Jean du Mesnil-Eury, hérite de Gonneville, et s'installe avec sa femme, Constance Élisabeth de Pardieu, au château.
Son fils, Jean-Nicolas de Berruyer, capitaine de dragons du régiment de la reine, seigneur châtelain de Gonneville, Quinéville, Fermanville, le Breuil, Maupertus, Mesnil-Eury et autres lieux, élu maire en 1790, dut en mars 1792, quitter Gonneville avec sa famille et émigrer. Leurs biens sont déclarés propriété nationale, le mobilier est vendu et dispersé, et les grilles de l'entrée de la cour et la rampe de l'escalier sont transformées en piques. En 1794, Antoine Daumas, entrepreneur qui avait acheté le château et ses dépendances, avec la vente des bois qu'il avait fait abattre sur les terres, s'y installe. Après avoir fait faillite et exproprié, le tribunal civil de Cherbourg adjugea, en 1814, le château, le moulin et la terre de Gonneville aux deux filles de l'ancien châtelain, Anne-Louise-Henriette et Louise-Charlotte de Berruyer, revenues d'émigration, qui s'y installent. En 1842, les deux sœurs le revendent pour 100 000 francs à Madame Lambert,. Aglaé Lambert persuadée de l'existence d'un trésor, dès 1846, aidée de son fils, détruira une partie du château. Bredouille et ruinée, elle revend la propriété en 1849 à Mme Doynel de La Sausserie, marquise de Chivré, dont le mari, Médéric-Ferdinand de Chivré (1817-1881) s'empresse de restaurer une partie de ce qui a été détruit. De leurs six enfants, c'est Arthur de Chivré (1850-1911) qui est propriétaire de Gonneville. Ce-dernier eut sept enfants dont aucun ne contracta d'alliance. À son décès, ce sont les trois demoiselles de Chivré, survivantes, qui reprirent le château.
Lors de la Seconde Guerre mondiale le château et le parc est occupé presque quatre ans par les Allemands (jusqu'à 400 hommes), puis par les Américains. En mai 1944 le maréchal Rommel y vient.
Les petites-filles de Mme de Chivré, sans alliance, vendent le 8 décembre 1954 la propriété à leur ami, le baron Nadalh de Barthes de Montfort (1922-2018) et à son épouse née Régine d'Elbée, nièce de René de Tocqueville. Dès 1964, M. Nadal de Barthès de Montfort entreprend des travaux de rénovation et le modernise.
M. Nadal de Barthès de Montfort, ancien directeur général adjoint de la mutualité sociale agricole des Pyrénées-Orientales, avait acquis en 1954, avec son épouse, le château en viager des demoiselles de Chivré, devant maître Fatôme, notaire à Saint-Pierre-Église, et c'est seulement en 1983, qu'ils s'installeront définitivement au château, après 27 années de viager.

### Chapelle Saint-Jean
C'est le curé de Gonneville qui officiait dans la chapelle du château, et recevait à ce titre la même somme que pour sa cure, soit l'autelage (petites offrandes : laine, lin, agneaux, oies, etc.), huit quartiers de froment dans la grange de l'abbé de Montebourg et trente sous de rentes.

## Description
Le château de Gonneville adopte le plan d'un vaste quadrilatère, ceinturé de douves larges et profondes encore en eau. Il est précédé d'une avant-cour entourée de communs, datant de 1641, à simple rez-de-chaussée surmonté d'un grenier à toit en aigu, ornés de lucarnes, dont certaines s'ouvrent en ovale.
Du château médiéval du XIVe siècle, il subsiste le donjon carré à créneaux et mâchicoulis, haut de 17 mètres, orné d'une poivrière en encorbellement qui ne date que du XVIIe siècle, et abrite un escalier. Dans le parc deux tours cylindriques à demi arasées du XIVe siècle, l'une au bord du chemin, et l'autre, à demi-ruinée, dans le jardin. Datées de 1331 elles ont été construites par Richard de Courcy, seigneur de Gonneville.
On accède à la cour d'honneur par un châtelet des XIVe et XVIe siècles qui disposait autrefois d'un pont-levis, flanqué de pavillon carrés massif aux angles qui ont été partiellement tronqués, les courtines ayant été abattues. Le corps de logis du XVIIIe siècle (1717) est flanqué de deux tours d'angle. On pénètre dans le logis par un pavillon d'entrée doté d'un porche flanqué de colonnes et surmonté d'un fronton triangulaire, typique du XVIIIe siècle. Au XIXe siècle, la propriétaire du château, Mme Lambert, détruisit les courtines qui reliaient les tourelles dans l'espoir d'y trouver un hypothétique trésor. Sur l'avant-corps central de la façade ouest (la façade arrière), au-dessus de l'ancien pont-levis, sont sculptées les armes des Jallot et des Bellefonds. On retrouve les armes des Jallot au-dessus d'une lucarne ovale (XVIIe), au fronton orné d'une grande coquille, des communs, ainsi que la date de construction des bâtiments (1641). Les armes des Pirou, qui possédèrent le château au XVIe siècle, sont sculptées sur le linteau de la porte du donjon, ainsi qu'à l'intérieur du logis à droite en entrant.
Dans la cuisine, trône au milieu un fourneau central (« potager ») à onze feux du milieu du XIXe siècle, transformé en radiateur, ainsi qu'une cheminée gothique. Une porte intérieur en calcaire de la fin du XVIe siècle est elle aussi encore de style gothique.
Aspect du château dans la seconde moitié du XVIe siècle
M. de Gerville nous décrit le château tel qu'il devait être à cette époque : « On y trouve tous les accessoires d'une ancienne forteresse baroniale. Une avant-cour fermée de portes flanquées et crénelées, une enceinte extérieure, garnie de tours, dont deux subsistent encore. Des fossés pleins d'eau et des ponts-levis empêchaient l'accès de la cour intérieure. Cette forteresse ne paraît pas avoir été achevée avant le XVIe siècle. Elle fut dans son plus bel état de défense pendant les guerres de Religion ».

## Protection
Les façades et toitures du château, y compris les deux pavillons d'angle et les restes de l'ancien château (poterne, donjon, cinq tours) ; les façades et toitures des communs, y compris la boulangerie et le fruitier ainsi que les douves avec leur pont sont inscrits au titre des monuments historiques par arrêté du 27 septembre 1972.

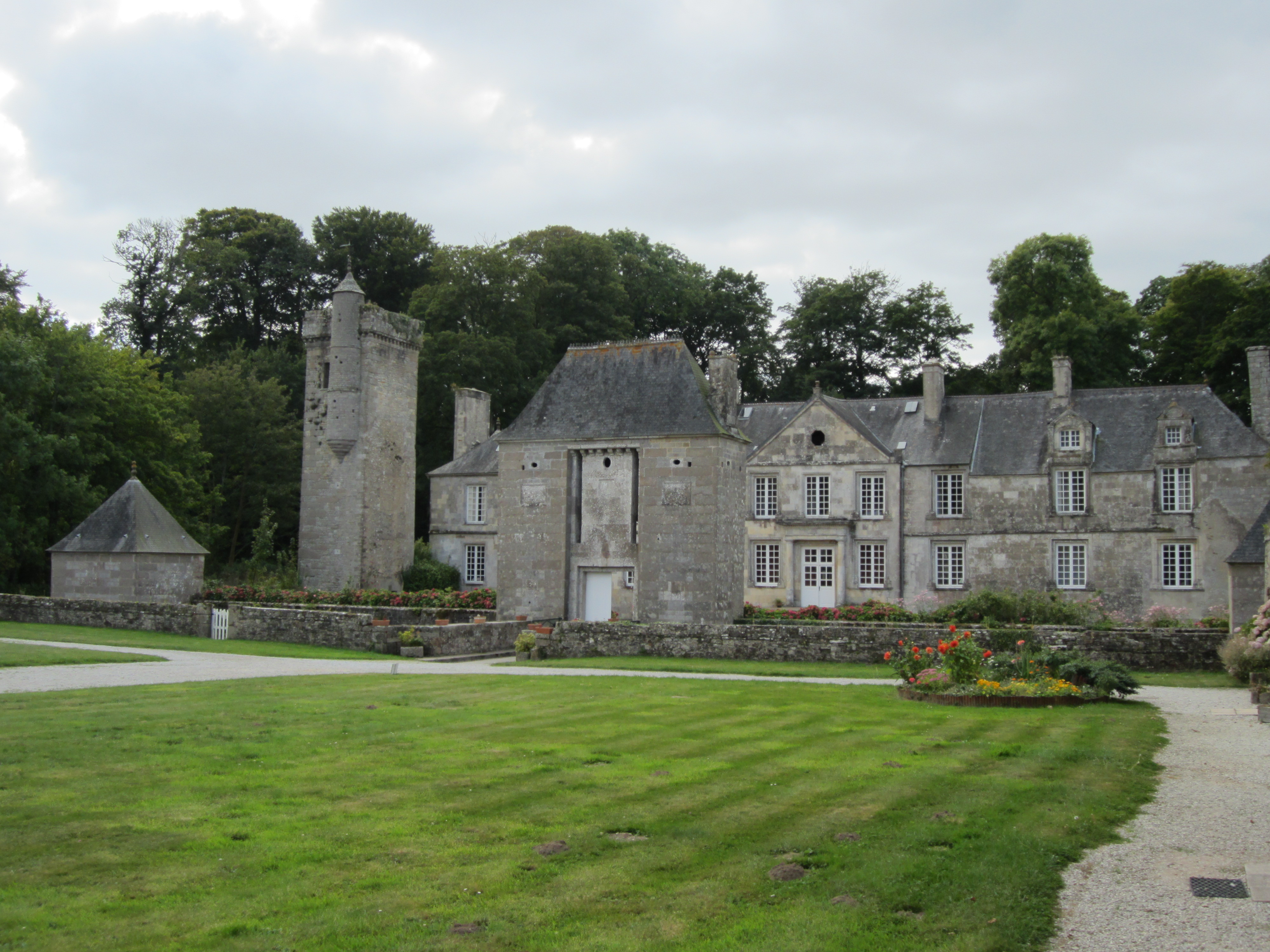
Vue du nord-est.
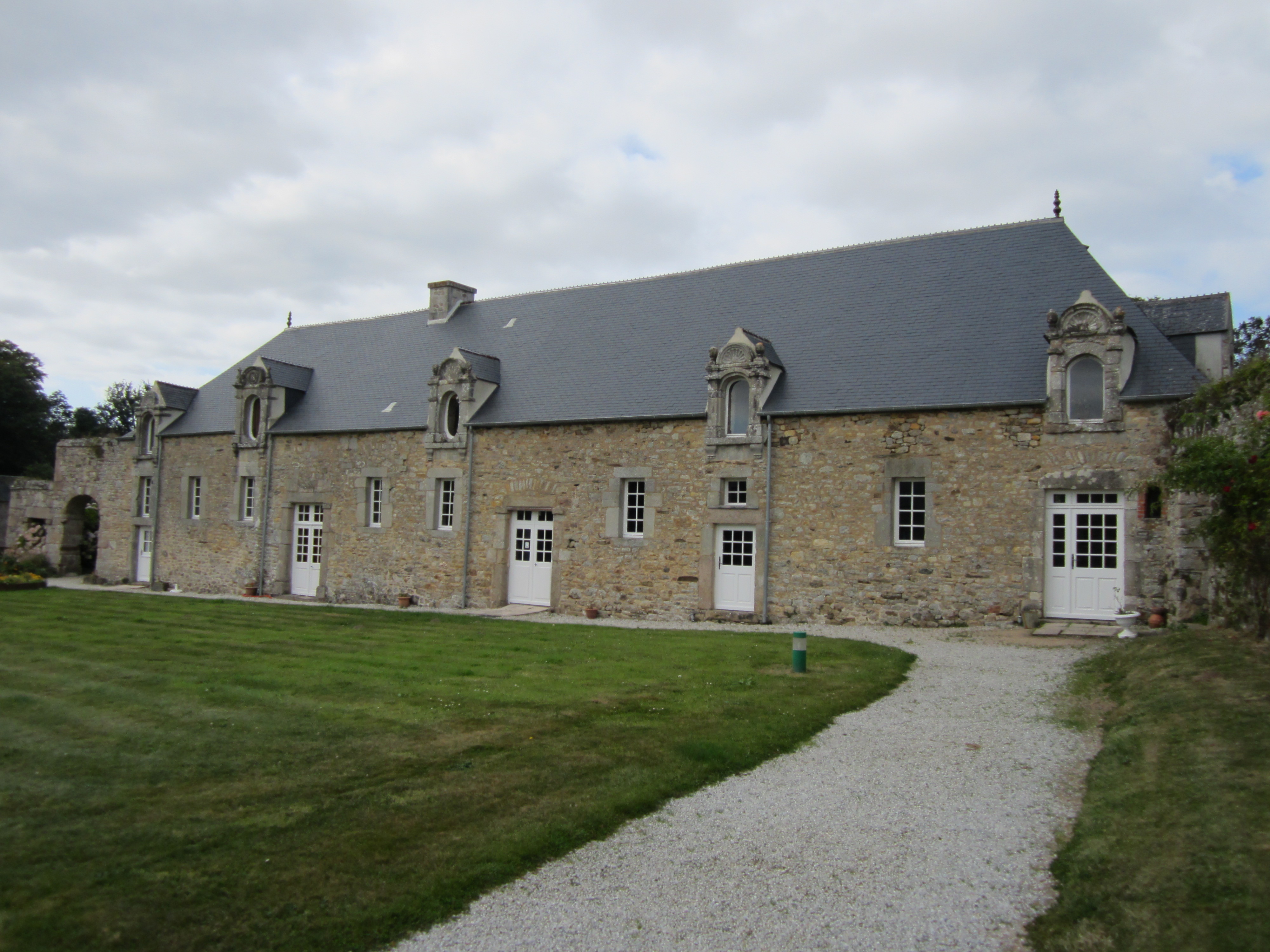
Le bâtiment nord des communs.
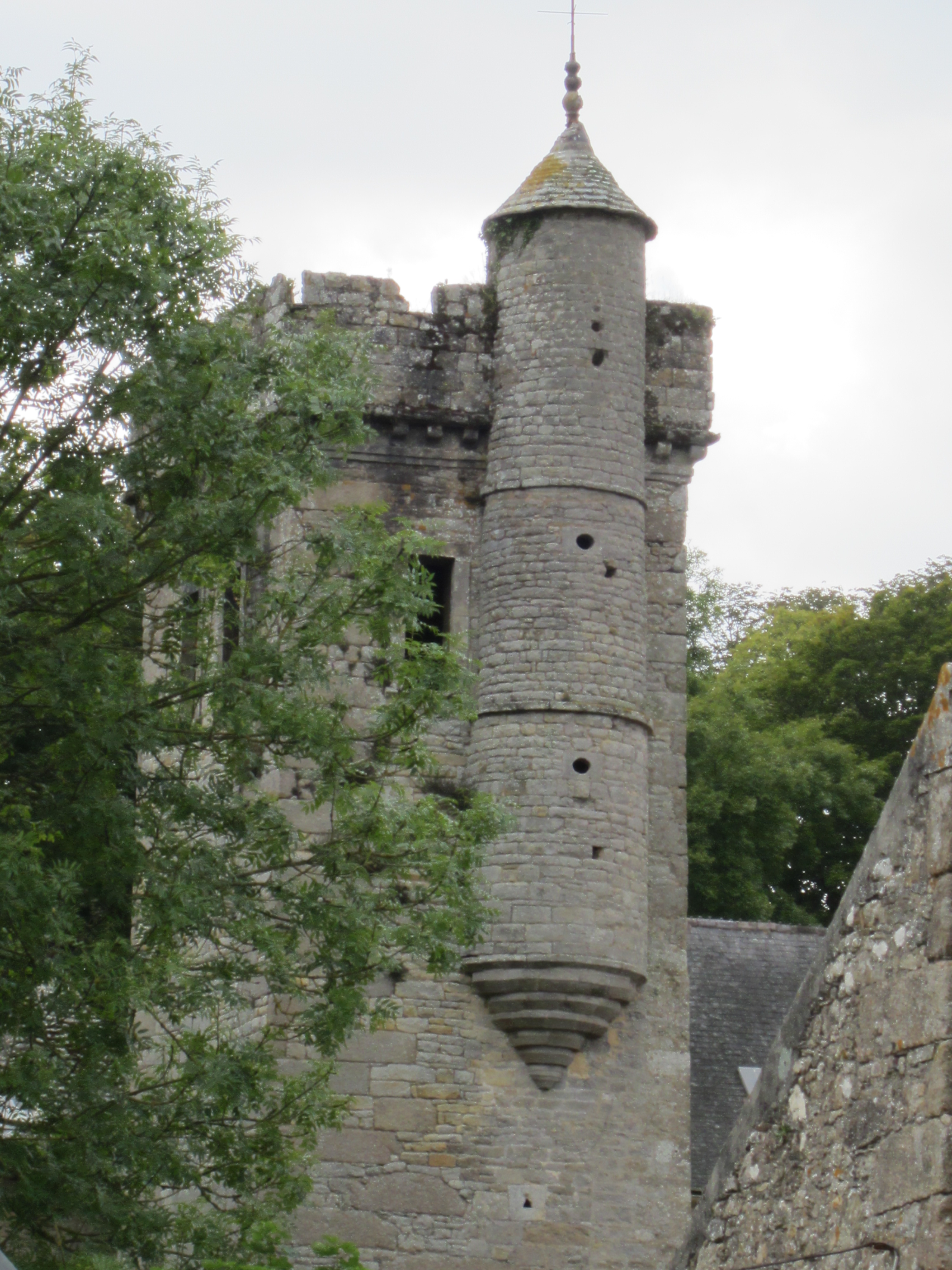
Le donjon avec échauguette.
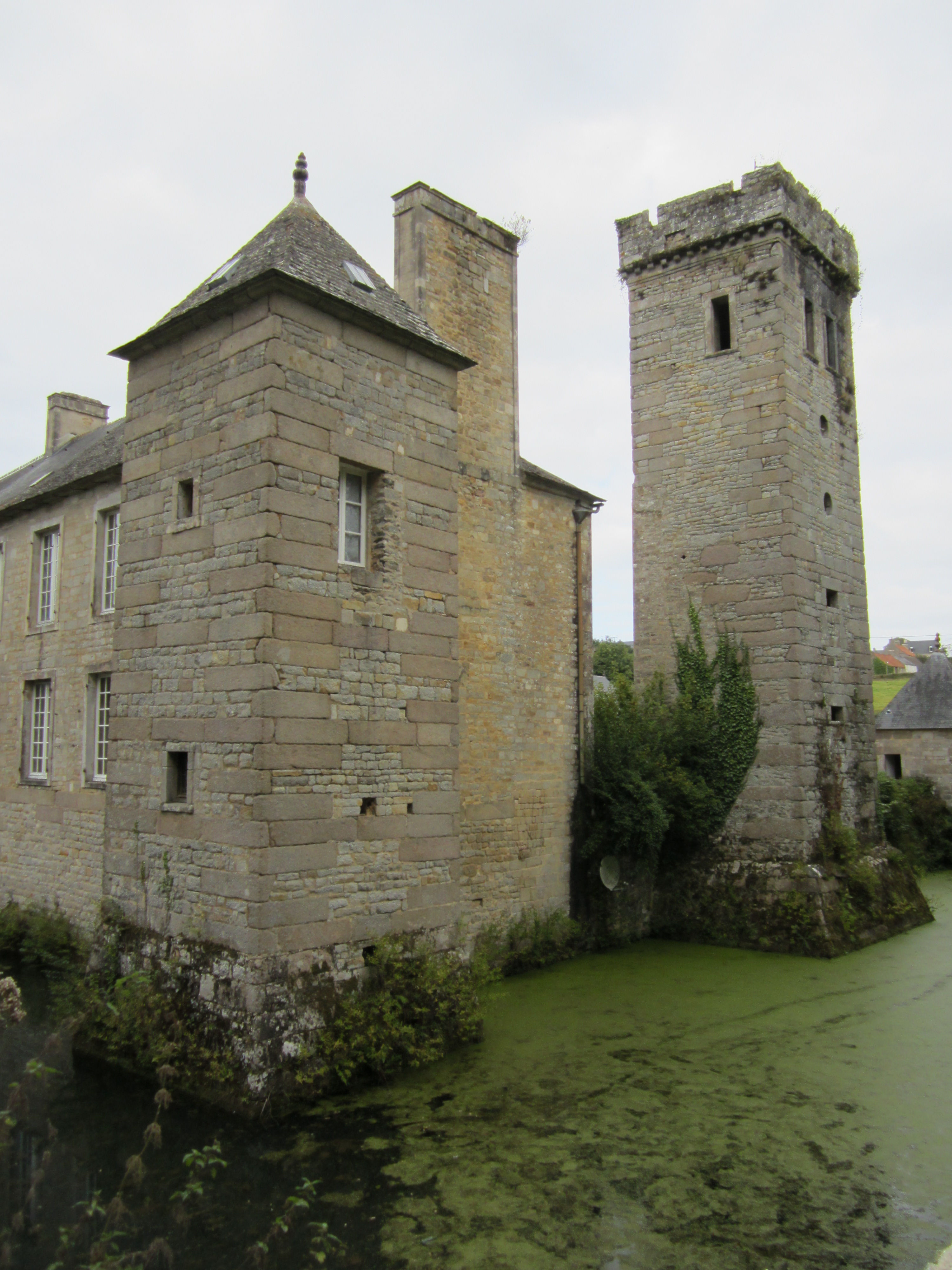
Le donjon et l'une des quatre tours d'angle.

## Propriétaires
Le château, depuis sa fondation, a appartenu à trente-cinq propriétaires de dix-sept familles.
Liste non exhaustive.
- Richard de Saint-Sauveur (début du Xe siècle)
- Néel Ier de Saint-Sauveur, fils du précédent
- Néel II de Saint-Sauveur, fils du précédent
- Baudouin de Meules (fin du XIe siècle)
- Famille de Reviers-Vernon (XIIe et XIIIe siècles)
  - Richard II de Reviers-Vernon (1203)
  - Guillaume de Reviers
- Famille de Courcy
  - Richard de Courcy (1331)
  - Jeanne de Courcy, nièce du précédent
- Gilbert de Malesmains, époux de la précédente
- Famille de Rohan-Montauban, par mariage
  - Olivier IV de Montauban (av. 1417)
  - Robert de Montauban
  - Intermède Anglais (Thomas Burg (1418-1450))
  - Guillaume de Montauban (ap. 1450)
  - Philippe de Montauban
  - Catherine de Rohan (début XVIe siècle-1527)
- Jean La Guette (1527-1555)
- Marie Saligot (1555-1559), épouse du précédent
- Famille de Pirou
  - Olivier de Pirou (1559)
  - Jean de Pirou († 1595 sans postérité), fils du précédent
  - Charlotte de Pirou, sœur du précédent
- Famille Jallot de Beaumont, par mariage
  - Jean Jallot
  - Charles Jallot de Beaumont (XVIIe siècle)
- Famille de Mesnil-Eury (par héritage)
- Famille de Berruyer (1777, par héritage)
  - Jean-Nicolas de Berruyer (1792)
  - Anne-Louise-Henriette de Berruyer et Louise-Charlotte de Berruyer, filles du précédent (1814)
- Mme Aglaé Lambert (1842)
- Mme de La Sausserie (1849)
- Mme de Chivré (1940)
- M. et Mme Nadal de Barthes de Montfort (1954)

## Anecdote
En 1940, Mme de Chivré, voyant son château réquisitionné par les troupes allemandes, donnera l'ordre de jeter l'argenterie dans les douves. En 1997, une équipe de tournage de Canal Plus, à l'aide de détecteurs de métaux retrouvera un couvercle de soupière en argent gravé aux armes de la famille, une dague et une médaille. Quid du reste de l'argenterie,. En 1996, trente-huit pièces datant du Second Empire furent découvertes dans les douves au pied du pont.

## Lieu de tournage
Durant l'été 2000, le réalisateur Laurent Jaoui y tourna de nombreuses scènes de son téléfilm L'affaire Kergalen.

## Visite et hébergement
Les anciens communs du château (buanderie, écuries, etc.), ont été aménagés en gîtes de vacances. Une partie du château et du parc peuvent accueillir des réceptions. Les visites sont possibles l'été.